# Гелена Маковська
Гелена Маковська, пол. Helena Makowska (нар. 2 березня 1893, Кривий Ріг — пом. 22 серпня 1964, Рим) — польська кіноакторка та співачка українського походження.

## Життєпис
Творчу діяльність розпочала 1911 зйомкою у італійському короткометражному фільмі «Мрія осіннього заходу» (італ. Il sogno di un tramonto d'autunno). До 1951 року знялася у сорока шести фільмах. Спочатку вона грала в італійських і німецьких німих фільмах. У 1930-х з'явилася на сцені Варшавської оперети. Серед іншого, вона виступала в опереті «Яхта любові» композиторки Фанні Гордон. Також відома за записом аргентинського танго в Індії.